# アニメ・漫画のテレビドラマ化作品一覧
アニメ・漫画のテレビドラマ化作品一覧（アニメ・まんがのテレビドラマかさくひんいちらん）は、日本のアニメ・漫画を原作としたテレビドラマの一覧。

## 1950年代
- 55年8月 - 60年1月「轟先生」
- 55年10月-57年8月「サザエさん」
- 56年4月 - 57年6月「てんてん娘」
- 56年12月 - 57年2月「武智鉄二アワー」
- 56年4月 - 59年10月「おトラさん」
- 57年9月 - 58年10月「赤胴鈴之助」
- 58年12月 - 60年10月「あんみつ姫」
- 59年3月 - 59年9月「エプロンおばさん」
- 59年3月 - 60年5月「鉄腕アトム」
- 59年3月 - 60年9月「少年ジェット」
- 59年4月 - 59年7月「オンボロ人生」
- 59年4月 - 60年3月「まぼろし探偵」
- 59年5月 - 61年2月「矢車剣之助」
- 59年7月 - 59年11月「瓦版繁昌記」

## 1960年代
- 60年2月 - 60年4月「鉄人28号」
- 60年5月 - 61年7月「天馬天平」
- 60年8月 - 61年4月「ピロンの秘密」
- 61年4月 - 62年3月「ふしぎな少年」
- 61年7月 - 62年4月「新・少年ジェット」
- 61年11月 - 62年10月「ごめんねママ」
- 63年7月 - 65年3月「エプロンおばさん 第1期」
- 65年11月 - 67年9月「サザエさん」
- 66年3月 - 67年2月「丸出だめ夫」
- 66年4月 - 66年9月「忍者ハットリくん (実写版)」
- 66年7月 - 67年9月「マグマ大使」
- 66年10月 - 67年3月「悪魔くん」
- 67年7月 - 68年3月「エプロンおばさん 第2期」
- 67年8月 - 68年1月「忍者ハットリくん＋忍者怪獣ジッポウ」
- 67年9月 - 69年9月「意地悪ばあさん」
- 68年10月 - 69年3月「バンパイヤ」
- 68年10月 - 69年3月「河童の三平 妖怪大作戦」
- 69年6月 - 71年4月「柔道一直線」
- 69年10月 - 69年12月「フラワーアクション009ノ1」
- 61年 4月「大戸保家（おおとぼけ）」
- 64年 7月「アトミックのおぼん」

## 1970年代
- 70年8月 - 71年3月「アテンションプリーズ」
- 70年9月 - 71年9月「おくさまは18歳」
- 70年10月 - 71年4月「ハレンチ学園」
- 71年10月 - 71年12月「いじわるばあさん」
- 71年10月 - 72年3月「さぼてんとマシュマロ」
- 71年10月 - 72年4月「美人はいかが？」
- 72年7月 - 72年9月「小さな恋のものがたり」
- 73年4月 - 73年9月「子連れ狼 第一部」
- 74年4月 - 74年9月「子連れ狼 第二部」
- 74年10月 - 75年3月「純愛山河 愛と誠」
- 74年11月 - 74年12月「黄色い涙」
- 75年8月 - 75年11月「家庭の秘密」
- 76年4月 - 76年9月「子連れ狼 第三部」
- 78年4月 - 78年9月「浮浪雲」
- 78年10月 - 79年10月「ゆうひが丘の総理大臣」

## 1980年代
- 80年9月 - 81年3月「生徒諸君!」
  - 87年 6月「生徒諸君!」
- 80年10月 - 81年4月「跳んだカップル」
  - 84年 1月「新・跳んだカップル 前編」
  - 84年 7月「新・跳んだカップル 後編」
- 81年1月 - 81年4月「加山雄三のブラック・ジャック」
- 81年4月 - 85年1月「サザエさん」
- 81年10月 - 82年12月「意地悪ばあさん」
  - 83年10月 - 89年4月「意地悪ばあさん スペシャル版」
- 82年3月 - 82年9月「陽あたり良好!」
- 82年11月 - 85年3月「いじわる看護婦」
  - 85年 9月「新・いじわる看護婦」
  - 85年 9月「新・いじわる看護婦2 君はハレー彗星を見たか!」
- 83年1月 - 83年5月「エプロンおばさん」
  - 83年 8月「エプロンおばさん スペシャル」
- 85年4月 - 85年10月「スケバン刑事」
  - 85年 8月「スケバン刑事 特別編」
  - 85年 10月「スケバン刑事 番外編」
- 85年11月 - 86年10月「スケバン刑事II 少女鉄仮面伝説」
- 86年10月 - 87年10月「スケバン刑事III 少女忍法帖伝奇」
- 86年10月 - 87年3月「このこ誰の子?」
- 86年11月 - 86年12月「まんが道」
  - 87年7月 - 87年8月「まんが道 青春編」
- 87年4月 - 87年6月「胸キュン刑事」
- 88年4月 - 88年9月「花のあすか組!」
- 83年 5月「あんみつ姫 第1作」
- 83年 10月「あんみつ姫 第2作」
- 84年 1月「あんみつ姫 第3作」
- 84年 3月「サザエさんVS意地悪ばあさんVSいじわる看護婦」
- 84年 3月「時代劇スペシャル 子連れ狼」
- 84年 6月「てんてん娘」
- 85年 7月「おさわがせ剣士 赤胴鈴之助」
- 85年 8月「ゲゲゲの鬼太郎」
- 87年 2月「ひみつのアッコちゃん 伊豆の踊子物語」
- 89年 8月「白鳥麗子でございます!」
- 89年 10月「時代劇スペシャル 子連れ狼 冥府魔道の刺客人 母恋し大五郎絶唱!」

## 1990年代前半
- 90年1月 - 90年3月「HOTEL 第1シリーズ」
- 90年10月 - 94年4月「HOTEL スペシャル」
- 90年10月 - 91年3月「浮浪雲」
- 91年1月 - 91年3月「東京ラブストーリー」
- 91年10月 - 92年3月「B級ホラーWARASHI!」
- 92年1月 - 92年3月「HOTEL 第2シリーズ」
- 92年4月 - 92年6月「悪女」
- 92年10月 - 94年4月「サザエさん」
- 93年1月 - 93年2月「白鳥麗子でございます! 第1シリーズ」
- 93年1月 - 93年3月「お茶の間」
- 93年1月 - 93年3月「家栽の人」
- 93年4月 - 93年6月「ワタナベ」
- 93年10月 - 93年11月「白鳥麗子でございます! 第2シリーズ」
- 93年10月 - 93年12月「あすなろ白書」
- 94年1月 - 94年3月「南くんの恋人」
- 94年1月 - 94年3月「夏子の酒」
- 94年4月 - 94年5月「お父さんは心配性」
- 94年4月 - 94年6月「出逢った頃の君でいて」
- 94年4月 - 94年9月「HOTEL 第3シリーズ」
- 94年6月 - 94年7月「ぽっかぽか」
- 94年10月 - 94年12月「東京大学物語」
- 94年10月 - 95年3月「静かなるドン」
- 90年 4月「南くんの恋人」
- 93年 2月「東京ラブストーリー 特別編」
- 94年 1月「美味しんぼ」

## 1990年代後半
1995年
- 1月 - 3月「部屋においでよ」
- 1月 - 3月「味いちもんめ 第1シリーズ」
- 4月 - 9月「HOTEL 第4シリーズ」
- 7月 - 9月「金田一少年の事件簿 1st season」
- 9月 - 10月「ぽっかぽか2」
- 10月 - 12月「ザ・シェフ」
- 1月5日「HOTELスペシャル'95新春」
- 1月6日「サザエさん5」
- 1月20日「美味しんぼ2」
- 4月8日「金田一少年の事件簿 学園七不思議殺人事件」
- 4月10日「南くんの恋人スペシャル もうひとつの完結編」
- 12月30日「金田一少年の事件簿 雪夜叉伝説殺人事件」

1996年
- 1月 - 3月「味いちもんめ 第2シリーズ」
- 1月 - 3月「銀狼怪奇ファイル」
- 4月 - 5月「変 ［HEN］ Vol.1 鈴木くんと佐藤くん」
- 4月 - 6月「イグアナの娘」
- 4月 - 9月「将太の寿司」
- 5月 - 6月「HEN Vol.2 ちずるちゃんとあずみちゃん」
- 7月 - 9月「金田一少年の事件簿 2nd season」
- 7月 - 9月「闇のパープル・アイ」
- 9月 - 12月「はるちゃん」
- 10月 - 12月「イタズラなKiss」
- 10月 - 12月「おいしい関係」
- 12月 - 翌年2月「ぽっかぽか3」
- 1月4日「HOTELスペシャル'96新春」
- 1月4日「サザエさん6」
- 3月11日「家栽の人 スペシャル」
- 11月1日「美味しんぼ3」
- 12月26日「HOTELスペシャル'96冬」

1997年
- 1月 - 3月「サイコメトラーEIJI」
- 2月 - 3月「のんちゃんのり弁」
- 2月 - 5月「エコエコアザラク」
- 4月 - 6月「いいひと。」
- 6月 - 10月「砂の城」
- 7月 - 9月「ガラスの仮面 第1シリーズ」
- 1月2日「味いちもんめ 1997年スペシャル」
- 10月8日「美味しんぼ4」
- 12月13日「金田一少年の事件簿 上海魚人伝説」

1998年
- 1月 - 3月「きらきらひかる」
- 1月 - 4月「はるちゃん2」
- 4月 - 6月「ガラスの仮面 第2シリーズ」
- 4月 - 6月「HOTEL 第5シリーズ」
- 4月 - 7月「ショムニ 第1シリーズ」
- 6月 - 7月「のんちゃんのり弁2」
- 7月 - 9月「GTO」
- 7月 - 9月「ハッピーマニア」
- 10月 - 12月「P.A. プライベート・アクトレス」
- 1月2日「味いちもんめ 1998年スペシャル」
- 10月7日「ショムニ スペシャル第1弾」

1999年
- 1月 - 2月「鶴亀ワルツ」
- 1月 - 3月「サラリーマン金太郎」
- 1月 - 3月「お水の花道 女30歳ガケップチ」
- 1月 - 3月「可愛いだけじゃダメかしら?」
- 4月 - 7月「はるちゃん3」
- 6月 - 9月「笑ゥせぇるすまん」
- 10月 - 12月「サイコメトラーEIJI2」
- 4月23日「きらきらひかる2」
- 6月29日「GTO ドラマスペシャル」
- 8月20日「美味しんぼ5」
- 9月30日「ガラスの仮面スペシャル」
- 10月3日「サラリーマン金太郎 超ド迫力!秋の2時間スペシャル」
- 10月12日「意地悪ばあさんリターンズ 伝説のばあさんVS湾岸署スリーアミーゴス意地悪バトル」